# Fissidens luteofuscus
Fissidens luteofuscus là một loài Rêu trong họ Fissidentaceae. Loài này được I. Hagen mô tả khoa học đầu tiên năm 1906.